# Elezioni locali in Corea del Nord del 1946
Le elezioni per i comitati popolari provinciali, cittadini e regionali in Corea del Nord del 1946 si tennero il 3 novembre.